# 金太郎くんって悲劇的
『金太郎くんって悲劇的』（きんたろうくんってひげきてき）は、山口ひとみによる日本の漫画作品。
『なかよし』（講談社）にて1977年12月号「金太郎くんって悲劇的～フレッシュ競作 シリーズ3」に連載された。

## 書誌情報
- 金太郎くんって悲劇的、初版発行日 1978年3月4日
  - マルタンに勝利の日を!／ラブステップはどうふむの?／クッキーガールがやってきた／たそがれのアラン＝ドロン／梅は咲いたか…（1977年3月号）